# Dendrocerus floridanus
Dendrocerus floridanus is een vliesvleugelig insect uit de familie van de Megaspilidae. De wetenschappelijke naam van de soort is voor het eerst geldig gepubliceerd in 1881 door Ashmead.